# 冠狀動脈
冠状动脉（coronary artery）简称冠脉，是向心脏供血的动脉，有左、右冠状动脉，均自主动脉根部的主动脉窦发出。左、右冠状动脉及其分支供应的血管垂直于心脏表面，从心外膜贯穿心肌，向下达心内膜。
冠状动脉属冠脉循环的一部分，它将含氧的血液输送到心肌。心脏需要持续的氧气供应才能運轉。
冠状动脉环绕整个心脏，冠状动脉的两个主要分支是左冠狀動脈和右冠状动脉。
如果冠状动脉出現狀況会导致流向心脏的氧气和营养物质减少。这不仅会影响心肌本身，还会影响心脏将血液輸送到全身的能力。因此，冠状动脉的任何紊乱或疾病都会对健康产生严重影响，可能导致心绞痛、心肌梗死，甚至死亡。